# Luis Díaz (Radsportler, 1945)
Luis Hernán Díaz Villegas (* 4. November 1945 in Buga; † 24. November 2021 in Cali) war ein kolumbianischer Radrennfahrer.

## Biografie
Luis Díaz zog mit seiner Familie im Alter von 5 Jahren nach Tuluá. Er startete 18 Mal bei der Vuelta a Colombia. Bei den Zentralamerika- und Karibikspielen 1970 siegte er im Mannschaftszeitfahren. Ein Jahr später gewann er bei den Panamerikanischen Spielen Gold in der Mannschaftsverfolgung. Bei den Olympischen Sommerspielen 1972 in München wurde er in der Bahnrad-Einerverfolgung Fünfter. Im Folgejahr wurde Díaz nationaler Meister im Straßenrennen und 1974 gewann er bei seiner zweiten Teilnahme an den Zentralamerika- und Karibikspielen erneut Gold, dieses Mal in der Einerverfolgung. Hinzu kamen drei Silbermedaillen in der Mannschaftsverfolgung, im Straßenrennen sowie im Mannschaftszeitfahren. 1974 gewann er das Straßenrennen der Männer bei den Panamerikanischen Meisterschaften.
Nach seiner Karriere eröffnete er in Tuluá eine Fahrradwerkstatt. Später erkrankte er an Krebs und starb am 24. November 2021 im Alter von 76 Jahren.